# Totenbuch der Nehem-es-Rataui

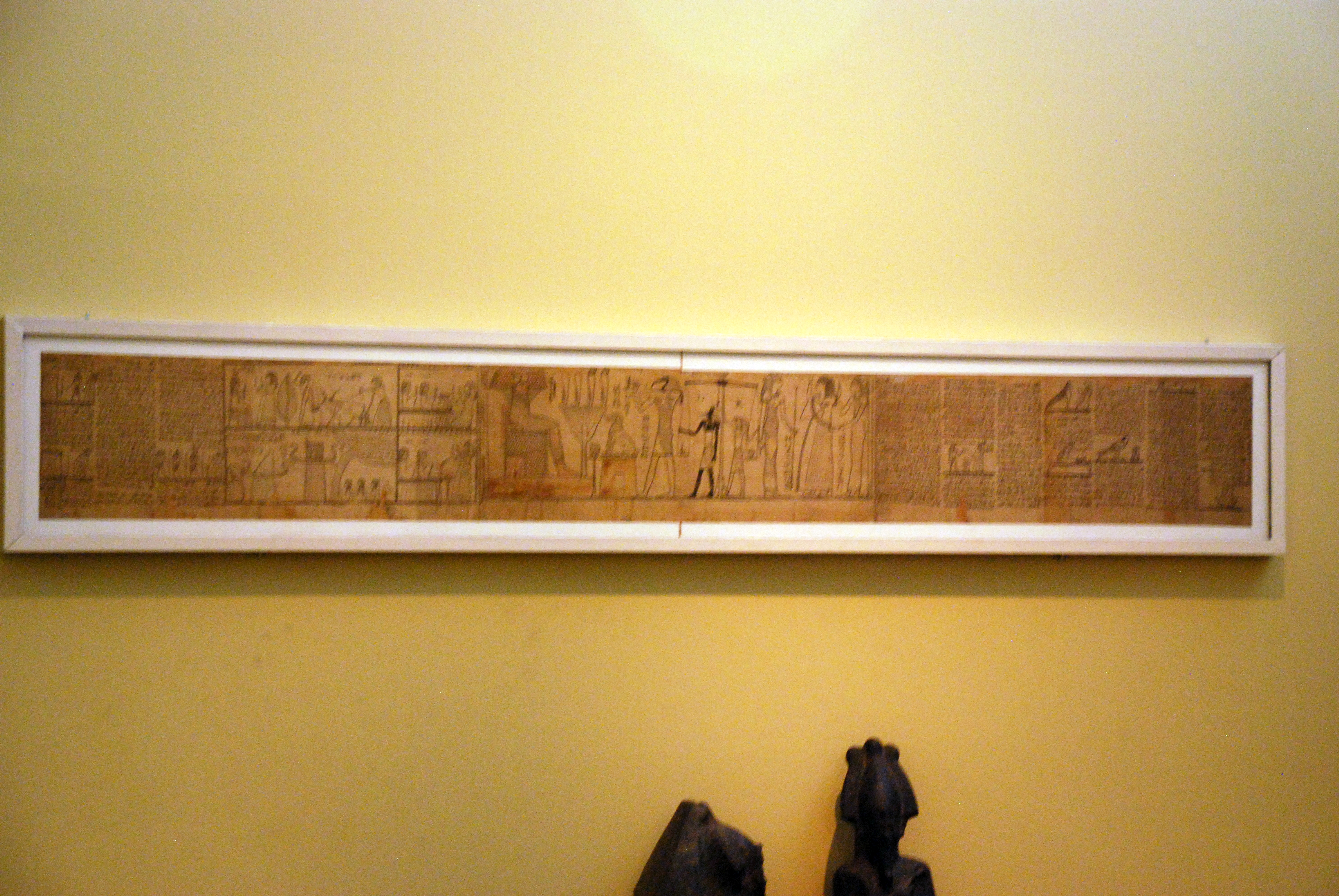
Gesamtansicht des erhaltenen Papyrus

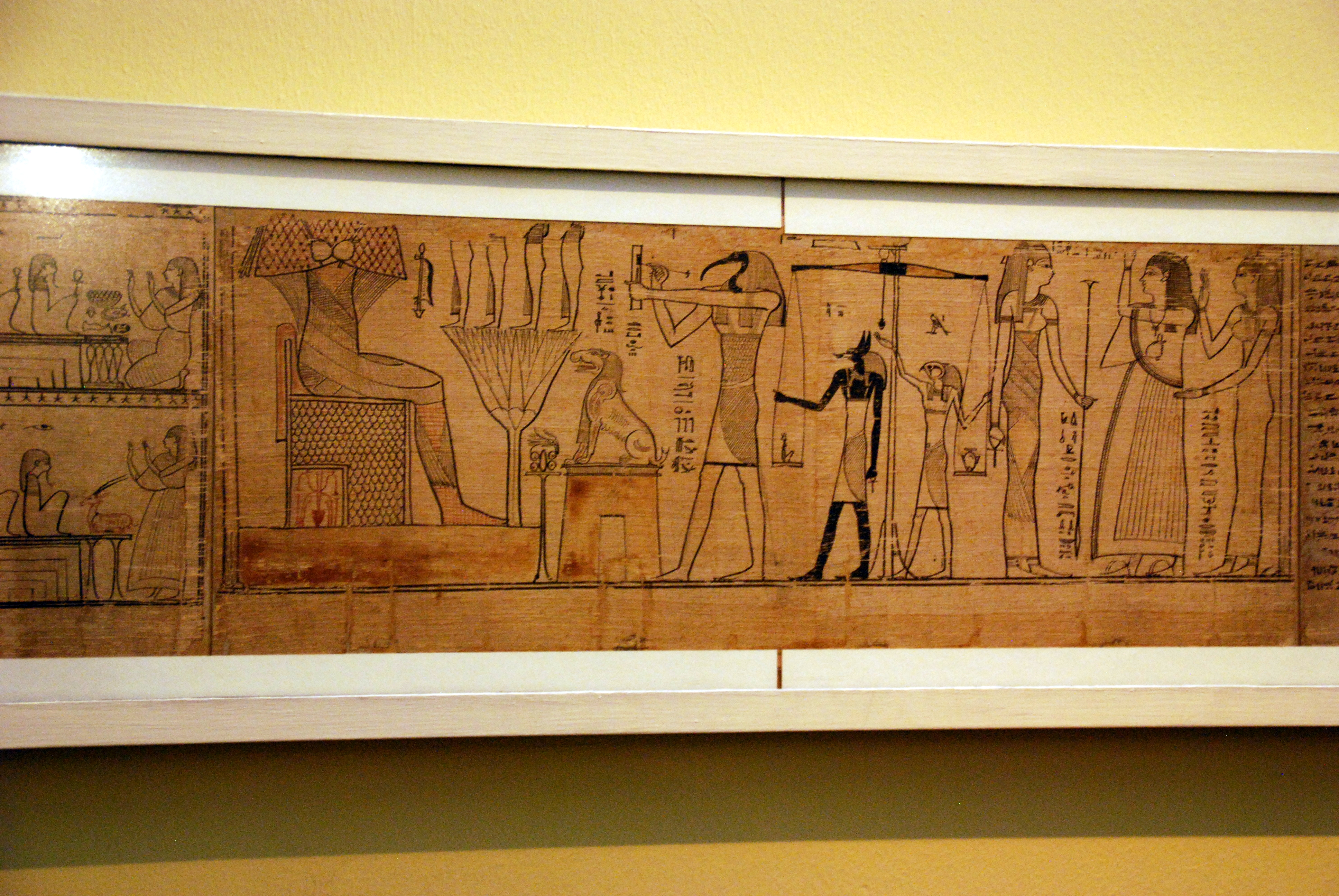
Totengericht

Das Totenbuch der Nehem-es-Rataui ist neben dem Papyrus Brocklehurst der bedeutendste Papyrus aus der Sammlung des Museums August Kestner in Hannover. Es handelt sich dabei um eine der vielfach überlieferten Versionen des ägyptischen Totenbuchs, das sich vor allem durch die Art seiner zentralen Abbildung des Totengerichts von vergleichbaren Papyri unterscheidet.
Das Totenbuch der Nehem-es-Rataui stammt aus Theben und wird in ptolemäische Zeit – wohl in die Jahre um 200 v. Chr. – datiert. Der Papyrus gehörte zur Grabausstattung der Amun-Sängerin Nehem-es-Rataui. Mit durchweg schwarzer Tinte wurde der Papyrus in hieratischer Schrift beschrieben. Ursprünglich hatte das 21 Zentimeter hohe Schriftstück eine Länge von 715 Zentimetern, was 15 Blättern entspricht. Durch Verluste im Zweiten Weltkrieg, als bei Luftangriffen die Hannoveraner Innenstadt und auch das Kestner-Museum schweren Schaden nahmen, sind davon nur noch drei Fragmente mit 1,64 Meter Länge erhalten. Dabei blieb die zentrale Strichzeichnung erhalten. Bei der Zeichnung fällt die ungewöhnlich enge Zusammenstellung wichtiger ägyptischer Gottheiten auf. Osiris sitzt dem Gericht vor, Anubis und Horus wiegen das Herz der Verstorbenen, Thot notiert das Ergebnis und das Ungeheuer Am`am wartet darauf, bei negativem Ergebnis den Ba der Verstorbenen zu verschlingen. Auf einer Lotusblüte zwischen Osiris und Thot stehen vier Kinder des Horus. Am rechten Rand findet sich die von zwei Göttinnen geleitete Verstorbene. Auch an weiteren Stellen wird der Text durch kleinere Bilder, meist von Horusfalken, aufgelockert. Links neben dem Hauptbild findet sich eine weitere größere Abbildung, die in vier kleinere Bilder unterteilt ist.
Der Papyrus stammt aus der Sammlung von August Kestner und befindet sich heute im Museum August Kestner in Hannover (Inventarnummer 3454), wo er in Raum 2 der ägyptologischen Sammlung mit anderen Artefakten aus dem Totenkult, von Beigaben und Grabschmuck gezeigt wird.